# Masalia flaviceps
Masalia flaviceps là một loài bướm đêm trong họ Noctuidae.